# Volta tortor
Volta de tortor é um nó utilizado para baixar ou alçar um objeto a uma pessoa que esteja trabalhando em local de difícil acesso. Em marinharia também é empregado na amarração das pranchas de costado.
Este nó é também conhecido por sua variações como Nó pata de gato ou Nó de escada.